# Mario Suárez Mata
Mario Suárez Mata (Alcobendas, Comunitat de Madrid, 24 de febrer del 1987) és un exfutbolista professional espanyol que jugava com a centrecampista. El seu darrer equip fou el Rayo Vallecano.
La seva actual parella i mare de la seva primera filla, Matilda Suárez Costa, és Malena Costa.

## Trajectòria
El 1999 va passar a formar part de l'Atlètic de Madrid. Des d'aquest any, jugà en les categories inferiors del club; fins que el 2004 (fins al 2006) jugà en Segona Divisió "B" amb l'filial de l'equip madrileny. La temporada 2005-2006 debuta amb el primer equip.
La temporada 2006-2007 és cedit al Reial Valladolid, on aconsegueix l'ascens amb el club de val·lisoletà després d'una impressionant temporada de l'equip.
La temporada 2007-2008 va jugar en qualitat de cedit al Celta de Vigo de segona divisió. Va tenir una gran primera volta, assec un fix en l'esquema de López Caro, però va sofrir canvis d'entrenador que no el van beneficiar.
El 3 de juliol del 2008 es concreta el seu traspàs al RCD Mallorca amb qui signà per quatre temporades, reservant-se una opció de recompra l'Atético les primeres dues temporades.
El 27 d'agost de 2009 fou suplent en el partit de la Supercopa d'Europa 2010 en què l'Atlético de Madrid es va enfrontar a l'Inter de Milà, i va guanyar el títol, per 2 a zero.
El 31 d'agost de 2012 fou titular en el partit que decidia la Supercopa d'Europa 2012, contra el Chelsea FC a Mònaco, i que l'Atlético de Madrid guanyà per 4 a 1.

### Fiorentina
El 24 de juliol de 2015 Suárez va signar contracte amb l'ACF Fiorentina de la Serie A, en una operació en què Stefan Savić va canviar de club en direcció contrària.

### Selecció espanyola
Ha estat internacional amb la selecció espanyola sub-19, sub-20 i sub-21.

#### Participacions
| Torneig                                  | Seu     | Resultat |
| ---------------------------------------- | ------- | -------- |
| Campionat d'Europa de Futbol sub-19 2006 | Polònia | Campió   |
| Campionat del Món de Futbol sub-20 2007  | Canadà  | Quarts   |

## Palmarès
Atlético de Madrid
- 1 Lliga Europa de la UEFA: 2011–12
- 2 Supercopes d'Europa: 2010[2] i 2012[3]
- 1 Copa del Rei de futbol: 2013[5]
- 1 Lliga espanyola: 2013-14
- 1 Supercopa d'Espanya: 2014